# Chthonius anatolicus
Chthonius anatolicus är en spindeldjursart som beskrevs av Beier 1969. Chthonius anatolicus ingår i släktet Chthonius och familjen käkklokrypare. Inga underarter finns listade i Catalogue of Life.